# Xyris machrisiana
Xyris machrisiana là một loài thực vật hạt kín trong họ Hoàng đầu. Loài này được Lyman Bradford Smith và Robert Jack Downs miêu tả khoa học đầu tiên năm 1959.